# Quatiara luctuosa
Quatiara luctuosa är en skalbaggsart som först beskrevs av Leseleuc 1844.  Quatiara luctuosa ingår i släktet Quatiara och familjen långhorningar. Inga underarter finns listade i Catalogue of Life.